# Quechuavis decussata
El chotacabras de Tschudi o gallina ciega chica (Quechuavis decussata), también llamado chotacabras ñañarca, es una especie de ave caprimulgiforme de la familia Caprimulgidae propia del oeste de Sudamérica. Hasta 2010 se consideró una subespecie de Systellura longirostris, siendo hoy considerada como la única integrante del género Quechuavis.
Se encuentra en el oeste de Perú y el norte de Chile.